# San Juan Amecac
San Juan Amecac är en ort i Mexiko.   Den ligger i kommunen Atzitzihuacán och delstaten Puebla, i den sydöstra delen av landet, 80 km sydost om huvudstaden Mexico City. San Juan Amecac ligger 2 077 meter över havet och antalet invånare är 4 242.
Terrängen runt San Juan Amecac är huvudsakligen kuperad, men den allra närmaste omgivningen är platt. Terrängen runt San Juan Amecac sluttar söderut. Runt San Juan Amecac är det ganska tätbefolkat, med 86 invånare per kvadratkilometer. Närmaste större samhälle är Tetela del Volcán, 9,9 km nordväst om San Juan Amecac. I omgivningarna runt San Juan Amecac växer huvudsakligen savannskog.